# Alex Paterson
Alex Paterson, rodným jménem Duncan Alexander Robert Paterson (* 15. října 1959, Battersea, Londýn), známý také jako Dr. Alex Paterson, je anglický hudebník a spoluzakladatel ambient house skupiny The Orb. Je zároveň jediným členem tohoto seskupení, který v něm účinkuje od jeho vzniku nepřetržitě.
Paterson v letech 1970-1979 navštěvoval v Oxfordshire školu Kingham Hill School. Spolu s ním byl na škole i Martin „Youth“ Glover, který byl producentem kapely Killing Joke. V 80. letech se Paterson stal roadiem (členem technického personálu), někdy i DJ, na koncertních turné kapely Killing Joke.
Později byl Paterson zaměstnán jako člen divize A&R hudebního vydavatelství EG Records. Koncem 80. let byl diskžokejem a spolu s členem uskupení The KLF Jimmym Cautym, začali pod názvem The Orb s nahrávkami experimentovat ve stylu ambientní hudby a dub music. Paterson značku The Orb udržuje i po Cautyho odchodu. V The Orb se s ním dodnes na více projektech vystřídalo mnoho dalších hudebníků.
S Cautym Alex Paterson později vystupoval v dalším společném projektu s názvem Transit Kings. Spolu s Krisem Westonem, Robertem Frippem a Thomasem Fehlmannem Paterson hrál ve skupině, která si říkala FFWD.